# Burnham (Mondkrater)

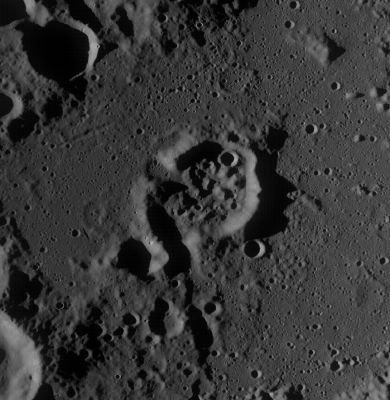
Burnham-Mondkrater aus der Vogelperspektive

Burnham ist ein Einschlagkrater auf der Mondvorderseite, südöstlich des Kraters Albategnius und nordöstlich von Vogel.
Der Kraterwall ist unterbrochen und besteht aus zwei unregelmäßig geformten Teilen. Das Innere ist uneben.
| Buchstabe | Position          | Durchmesser | Link |
| --------- | ----------------- | ----------- | ---- |
| A         | 14,83° S, 6,98° O | 6 km        |      |
| B         | 15,37° S, 7,18° O | 3 km        |      |
| F         | 14,36° S, 6,83° O | 8 km        |      |
| K         | 13,71° S, 7,37° O | 3 km        |      |
| L         | 14,32° S, 7,52° O | 4 km        |      |
| M         | 14,13° S, 8,99° O | 9 km        |      |
| T         | 14,65° S, 9,43° O | 3 km        |      |

Der Krater wurde 1935 von der IAU nach dem US-amerikanischen Astronomen Sherburne Wesley Burnham offiziell benannt.